# EmPower

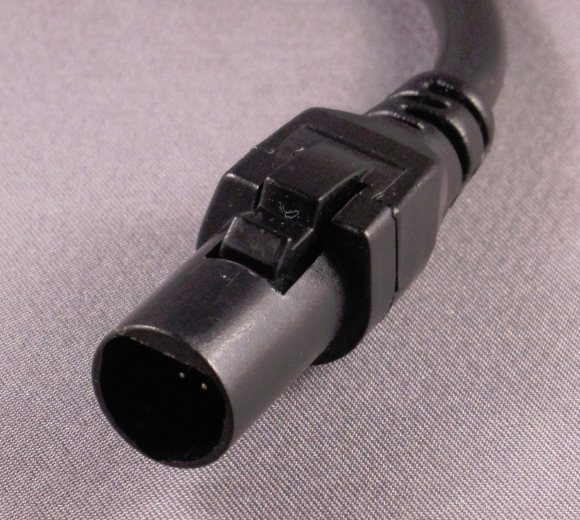
EmPower-15-Volt-Stecker

EmPower ist ein für Flugzeuge entwickeltes Bord-Energieversorgungssystem der US-amerikanischen Firma Astronics AES.

## EmPower 15 Volt Gleichstrom
Über die am Passagiersitz angebrachte EmPower-Steckdosen (15 Volt DC oder 110 Volt AC) kann der Fluggast seine Geräte wie Laptops oder Unterhaltungselektronik mit Energie versorgen. Zum Anschließen dieser Geräte an IFE-Gleichstrom-Steckdosen (15 Volt, maximal 75 Watt) benötigt der Fluggast einen speziellen EmPower-Gleichstrom-Adapter. Der proprietäre EmPower-Gleichstrom-Kleinspannungsstecker ist dazu gedacht, angeschlossene Geräte zum Betrieb mit Energie zu versorgen, dabei aber nicht zu laden. Dies ist in Flugzeugen sinnvoll, da das Laden von Akkus durch den geringen Luftdruck, welcher in Flugzeugen herrscht, zum Überhitzen des Akkus führen kann. Jedes Computermodell benötigt zum Verwenden dieser Funktion ein spezielles EmPower-Adapterkabel.
Beim EmPower-Gleichstrom-System handelt es sich vor allem um eine Komfort-Funktion, welche dem Fluggast durch das EmPower-Gleichstrom-Direktkabel das Kabelgewirr mit dem herkömmlichen Ladegeräten ersparen soll.
Apple liefert für sein MacBook ein Ladekabel für das EmPower-System, welches den Laptop-Betrieb im Flugzeug ermöglicht, jedoch dabei das Laden des Gerätes vermeidet.

## EmPower 110 Volt

EmPower 110-V-Steckdose, die alle gängigen Steckersysteme aufnehmen kann

Vielen Computern genügt die von EmPower bereitgestellte Gleichstom-Leistung von maximal 75 Watt nicht. Astronics verweist darauf, dass dann das herkömmliche 110-Volt-Wechselstrom-Netzteil zu verwenden ist. In den Laptops verhindert dann der dort integrierte Temperatursensor das Überhitzen. Manche Fluggesellschaft wie Continental Airlines verbieten auch das Laden von Akkus am Bordnetz und fordern daher den Passagier dazu auf, den Akku aus dem Gerät zu entnehmen.  An die universellen EmPower-110 Volt-Wechselstrom-Steckdose („PED AC Outlet Unit“, 110 Volt, 60 Hz, maximal 250 VA) passen ähnlich wie bei einer Rasiersteckdose alle international gebräuchlichen Wechselstrom-Stecker.
EmPower ist ein eingetragenes Markenzeichen der by Primex Technologies (VA) und Astronics advanced electronic systems, Inc in Redmond, Washington, USA.